# NK Črenšovci
Nogometni klub Črenšovci (tiếng Việt: Câu lạc bộ bóng đá Črenšovci), thường hay gọi NK Črenšovci hoặc đơn giản Črenšovci, là một câu lạc bộ bóng đá Slovenia thi đấu ở thị trấn Črenšovci. Tính đến mùa giải 2019-20, đội thi đấu ở Pomurska League, giải bóng đá cao thứ tư của Slovenia. Câu lạc bộ được thành lập năm 1976.

## Danh hiệu
- Giải bóng đá hạng ba quốc gia Slovenia: 1

1998-99
- Giải bóng đá hạng tư quốc gia Slovenia: 2

2013-14, 2016-17
- MNZ Lendava Cup: 2

2007-08, 2008-09